# Rumunsko na Letních olympijských hrách 2020
Rumunsko na Letních olympijských hrách 2020 reprezentovalo 101 sportovců v 17 sportech. Rumunští sportovci se zúčastnili všech letních olympijských her od roku 1900 s výjimkou 2 her: letních olympijských her 1932 konaných v Los Angeles v době celosvětové hospodářské krize a letních olympijských her 1948 konaných v Londýně. K reprezentaci země bylo vybráno 101 sportovců, 55 mužů a 46 žen. 

## Medailisté
| Medaile | Jméno                                                           | Sport     | Disciplína                      | Datum        |
| ------- | --------------------------------------------------------------- | --------- | ------------------------------- | ------------ |
| Zlato   | Nicoleta-Ancuța Bodnarová Simona Radișová                       | Veslování | Ženy dvojskif                   | 28. července |
| Stříbro | Ana-Maria Popescuová                                            | Šerm      | Ženy kord – soutěž jednotlivkyň | 24. července |
| Stříbro | Mihăiță Țigănescu Mugurel Semciuc Ștefan Berariu Cosmin Pascari | Veslování | Muži čtyřka bez kormidelníka    | 28. července |
| Stříbro | Marius Cozmiuc Ciprian Tudosă                                   | Veslování | Muži dvojka bez kormidelníka    | 29. července |

## Účastníci
Počet účastníků v jednotlivých disciplínách
| Sport             | Muži | Ženy | Celkem |
| ----------------- | ---- | ---- | ------ |
| Atletika          | 4    | 6    | 10     |
| Basketbal         | 0    | 4    | 4      |
| Box               | 1    | 1    | 2      |
| Cyklistika        | 2    | 0    | 2      |
| Fotbal            | 18   | 0    | 18     |
| Gymnastika        | 1    | 2    | 3      |
| Judo              | 2    | 1    | 3      |
| Kanoistika        | 2    | 0    | 2      |
| Lukostřelba       | 0    | 1    | 1      |
| Plavání           | 3    | 1    | 4      |
| Sportovní střelba | 0    | 1    | 1      |
| Stolní tenis      | 1    | 3    | 4      |
| Šerm              | 1    | 1    | 2      |
| Tenis             | 0    | 3    | 3      |
| Triatlon          | 1    | 0    | 1      |
| Veslování         | 17   | 19   | 36     |
| Zápas             | 2    | 3    | 5      |
| Celkem            | 55   | 46   | 101    |